# Église Saint-François-Xavier de Thyrnau
L'église Saint-François-Xavier est l'église paroissiale de Thyrnau en Bavière. Elle est dédiée au missionnaire jésuite saint François-Xavier.

## Histoire
Thyrnau appartenait à la paroisse de Kellberg jusqu'en 1785, l'année suivante, elle accède au rang de paroisse, sur décision du prince-évêque Joseph Franz Anton von Auersperg.
La construction de l'église, alors chapelle du domaine, est financée sur les fonds ayant servi à l'édification de la chapelle Notre-Dame-de Lorette de Thyrnau située à la droite de l'église. Les travaux sont dirigés par Anton Gärtler entre 1765 et 1769 et l'église est consacrée en 1791 par le prince-évêque Leopold Ernst von Firmian. On y ajoute une sacristie en 1899, puis un
presbytère.
Le maître-autel actuel date de 1929. Il est surmonté d'un tableau de Johann Georg Unruhe datant de 1769 et représentant la mort de saint François-Xavier. Les autels latéraux installés au XIXe siècle proviennent d'une autre église. L'autel sud date du XVIIe siècle et est orné d'un tableau représentant la mort de saint Joseph. L'autel nord date du XVIIIe siècle. Il est surmonté d'un tableau représentant le martyre de sainte Catherine et flanqué de deux statue de saints du gothique tardif. La chaire et le baptistère sont de style rococo.
Le grand crucifix qui se trouve sur le mur sud provient de l'ancien couvent franciscain de Passau et date de la fin de la Renaissance.
L'objet le plus remarquable de l'église est une statue du XVe siècle de la Vierge à l'Enfant. Elle a été sculptée par Nikolaus Gerhaert van Leyden (1420-1473) et a été acquise par la paroisse en 1928.

## Source
- (de) Cet article est partiellement ou en totalité issu de l’article de Wikipédia en allemand intitulé « Pfarrkirche St. Franz Xaver (Thyrnau) » (voir la liste des auteurs).